# 节食
節食指限制吃的食物分量，通常是以减肥瘦身作為目的。
根據美國衛生研究局(National Institutes of Health, NIH)、美國營養學會(American Society for Nutrition, ASN) 的建議，一般人減重時，女性每天熱量至少需攝取1200-1500卡、男性1500-1800卡，健康風險較低，(註: 此數值是不論身高之最小值，依身高不同只會向上增加，青少年最低則須1600卡)，低於此標準之節食，必須諮詢醫師、營養師，訂定飲食規範，以防止營養攝取不足，造成健康危害。

## 节食的演变
开始减肥的初衷是为了身体健康，但随着人们特別是女性对身材的看重度增加，例如普遍認為越纖瘦的女性越美麗，因此节食成了减肥瘦身的一种方法。
然而节食减肥也成了社会物质丰富、社交发展进步的的一种代表。

## 节食注意事项
合理膳食要遵从医师的嘱咐；不能过于饥饿，否则损害身体；节食的同时要保持良好的心态，心情愉悦更易减肥；保证每日足够的摄水量。